# Talaia de Calafell
La Talaia de Calafell o la torre de la Talaia és una obra del municipi de Calafell (Baix Penedès) declarada bé cultural d'interès nacional.

## Descripció
La Talaia és una torre del segle xv i segurament es va utilitzar fins al segle xviii. Es tracta d'una torre el·líptica amb unes mides de 5 per 6,90 metres. Se'n conserven els murs de fonamentació i el paviment del fons de la torre. Fou construïda amb pedres lligades amb morter de calç i sorra. Està situada al cim del turó del mateix nom.

## Història
Es coneix una circular tramesa per la reina Violant de Bar, esposa del rei Joan I, al batlle de Cubelles, en la qual ordena "al nostre fidel batlle dels castells de la Geltrú i Cubelles que a causa dels atacs dels vaixells moros que continuen hostilitzant els mars de Catalunya es fa necessari erigir fortaleses...per això volem, i a vós expressament us ho manem, sota pena de 1.000 florins, que els dits homes del dit castell de Cubelles i de les quadres situades dins del seu terme els forceu a continuar les obres de fortificació...". Per la seva tipologia aquesta torre sembla pertànyer a aquest moment.
Els pirates del nord d'Àfrica (bàsicament l'actual Alger) feien incursions a la costa catalana durant els segles xvi i xvii per obtenir-ne un botí en forma de mercaderies o de persones que segrestaven per demanar-ne un rescat o vendre'ls com a esclaus. El vigia de la torre tenia la missió d'avisar el poble quan això passava de manera que es poguessin fer sonar les campanes i els habitants poguessin refugiar-se al castell.